# Північний міст (Київ)
Півні́чний міст (до 2018 року — Московський міст) — міст через Дніпро у Києві, пам'ятка архітектури. Введений в експлуатацію 3 грудня 1976. Інженери Г. Б. Фукс, Б. М. Гребень, Є. А. Левинський, Б. С. Романенко, архітектор А. В. Добровольський.
Міст пов'язує правобережні житлові райони з житловими масивами Райдужний, Троєщина, Воскресенка. Північний мостовий перехід – це цілий комплекс споруд, який складається з підходів до мостів через Дніпро і Десенку, дороги на Трухановому острові, з'їздів на базу відпочинку «Дніпрові хвилі», автостоянки. Довжина мосту через Дніпро – 816 метри, а мосту через Десенку – 732 метри.

## Історія мосту
Північний міст почали проєктувати в 1968 році. Завданням проєктувальників на чолі з Георгієм Фуксом було зробити максимально довгий проліт мосту. Це було потрібно для проходу великих суден. Міст будували близько до вже наявного Рибальського залізничного моста (раніше – Петрівського). Якби проліт нового моста був би закоротким, габаритні судна не змогли би безпечно маневрувати. Зробити такий великий проліт вирішили завдяки вантовій конструкції. Вантовий міст – це такий, у якому мостове полотно підвішується за канати (ванти) до високого стовпа – пілона.
Будувати міст почали в 1971 році й відкрили в 1976-му. 
Північний міст став першим у СРСР вантовим мостом з одним пілоном. Довжина вантового прольоту, який розташований біля лівого берега, складає 300 метрів. Він підвішений за пілон висотою 119 метрів вантами зі сталевих канатів. Форму пілона у вигляді літери «Л» придумав архітектор Анатолій Добровольський (він же автор проєкту готелю «Україна» й Головпоштамту на Хрещатику, Будинку художника в Києві), за цю роботу він не отримав грошей. Правобережна частина мосту через Дніпро – естакада з прогонами по 63 метри.
1981 року авторський колектив за розробку проєкту удостоєний премії Ради Міністрів СРСР.

## Опис
Складається з вантового мосту через Дніпро (довжина 816 м, ширина — 31,4 м), мосту через Десенку — (довжина 732 м) та шляхопроводу через проспект Володимира Івасюка (довжина 55 м).
Судноплавна частина Північного мосту перекрита однопілоновою вантовою системою, розміщеною біля лівого берега; правобережна частина моста — естакада з прогонами по 63 м. Сталеву балку жорсткості у вантовому прогоні підтримують ванти із сталевих канатів (по 20 — 40 у ванті). Загальна довжина вантових канатів 54,6 км. Канати були виготовлені на заводі і привезені до Києва вже в готовому стані. Усі металоконструкції виготовлені підприємством «Воронежстальмост» у Воронежі
Ванти спираються на А-подібний пілон (висота — 119 м). Висота від проїзної частини до склепіння пілону 53 метри. У двох ногах пілону розташовано по одній монтажній шахті із залізними драбинами у 8 прольотів кожна. Над склепінням тунелі сходяться. Усередині пілону є кімнатка площею близько 10 м². Угорі на пілоні — скульптурне зображення герба Києва (скульптори Б. С. Довгань, Ф. І. Юр'єв). З кожного боку від гербу існує по одному балкончику.
На Північному мосту 5 листопада 1983 була відкрита тролейбусна лінія від станції метро «Почайна» на Воскресенку (маршрут № 29), а 14 липня 1984 — на Троєщину (маршрут № 30).
До 2005 автомобільний транспорт рухався трьома смугами у кожному напрямі; ширина розподільної смуги — 2,2 м, захисних смуг з боків проїзної частини — 0,5 м, тротуарів — 2,85 м. У серпні 2005 на мосту завдяки ущільненню смуг була додана реверсивна смуга руху. Це призвело до значного зростання аварійності на мосту. З метою зменшення кількості ДТП та постраждалих людей з 24 грудня 2007 реверсивна смуга була замінена відбійником, а кількість смуг через зменшення їхньої ширини збільшена до чотирьох у кожному напрямку.
Є частиною Малої окружної дороги.

## Перейменування
З моменту відкриття у 1976 році й до 2018 року міст називався Московським, хоча Північний – це була його проєктна назва.
До 2018 року міст носив назву «Московський».
У червні — серпні 2015 року Київська міська державна адміністрація провела громадське обговорення щодо перейменування Московського мосту на міст імені Георгія Фукса. Раніше міст також пропонували перейменувати на Північний, Троєщинський або міст імені Степана Бандери (за аналогією з колишнім Московським проспектом). Пункт щодо перейменування мосту був виключений з проєкту рішення на засіданні профільної комісії, тому питання перейменування мосту не було винесено на розгляд сесії Київради 6 жовтня 2016 року. Деякі ЗМІ надали помилкову інформацію, начебто рішення про перейменування мосту було ухвалене.
22 лютого 2018 року на пленарному засіданні депутати Київради ухвалили рішення про перейменування мосту на Північний. 23 березня 2018 року рішення опубліковане у офіційному виданні Київської міської ради — газеті «Хрещатик».

## Цікавий факт
Проєкт Північного моста архітектор Анатолій Добровольський розробив безкоштовно. Керівник колективу інженерів, які брали участь у будівництві, Георгій Борисович Фукс розповідає:
|  | — Хто придумав форму пілона Північного мосту, що нагадує букву «Л»? — Професор архітектури Анатолій Добровольський, нині, на жаль, покійний. Причому цю роботу він виконав безкоштовно. Вийшло так: директор мостобудівного тресту Ісаак Баренбойм 1 вересня повів до школи, в перший клас, свого онука. І випадково зустрів Добровольського, який привів сина. Розговорилися. Баренбойм розповів, що в нашому колективі немає архітектора. Добровольський запропонував свою допомогу. Але взяти його в штат ми не могли: він викладав у художньому інституті, а працювати де-небудь за сумісництвом тоді забороняли. Так що за проєкт пілона Добровольський не отримав ні копійки. |

## Пам'ять
29 січня 2000 року Українське державне підприємство поштового зв'язку «Укрпошта» ввела в обіг художню поштову марку «Московський міст. Київ. 1976» (№ 296). Художник марки — М. Лашкевич.

## Аварійність
За аварійністю Північний міст залишається найаварійнішою ділянкою Києва. Зазвичай ДТП трапляються у вранішню або вечірню годину пік. Ці аварії часом стають початком транспортного колапсу в Києві. Через ДТП на Північному мості дорожній затор може тягнутися від нього проспектом Степана Бандери, вулицями Олени Теліги, Вадима Гетьмана, Чоколівським бульваром аж до Севастопольської площі і далі у центр міста. Довжина такого затору може становити понад 15 км.
Таку велику аварійність та смертність на мосту місцеві мешканці пояснюють у різний спосіб. Одні говорять, що іноді це пов'язано із резонансом дорожнього полотна, коли з одного кінця мосту фури на великій швидкості в'їжджають на міст, а на іншому кінці машину може відкинути на декілька метрів. Також стверджують, що у місці, де Північний міст переходить на Лівий берег, колись існувало старе кладовище, на якому ховали мешканців Вигурівщини.

## Галерея

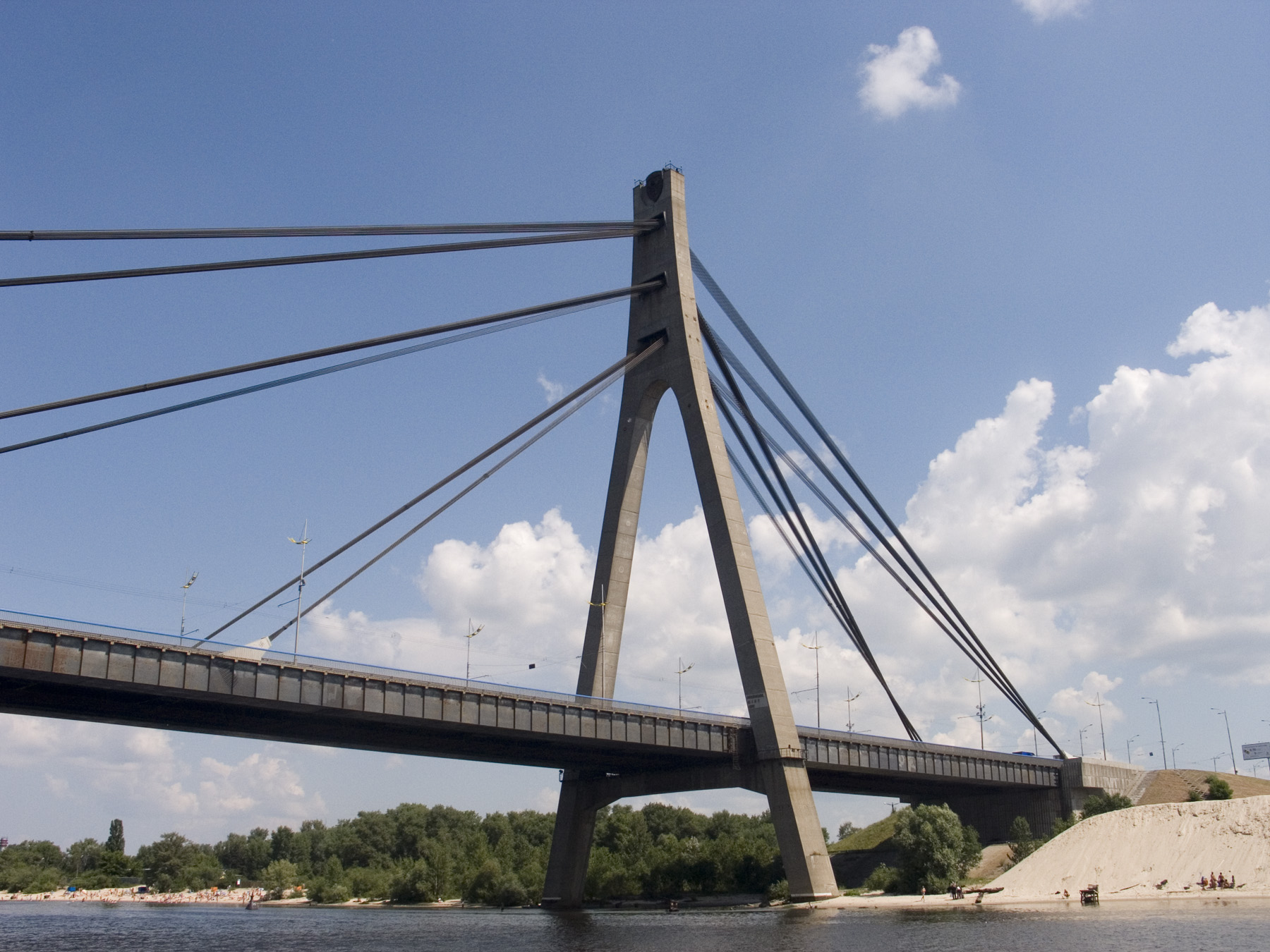
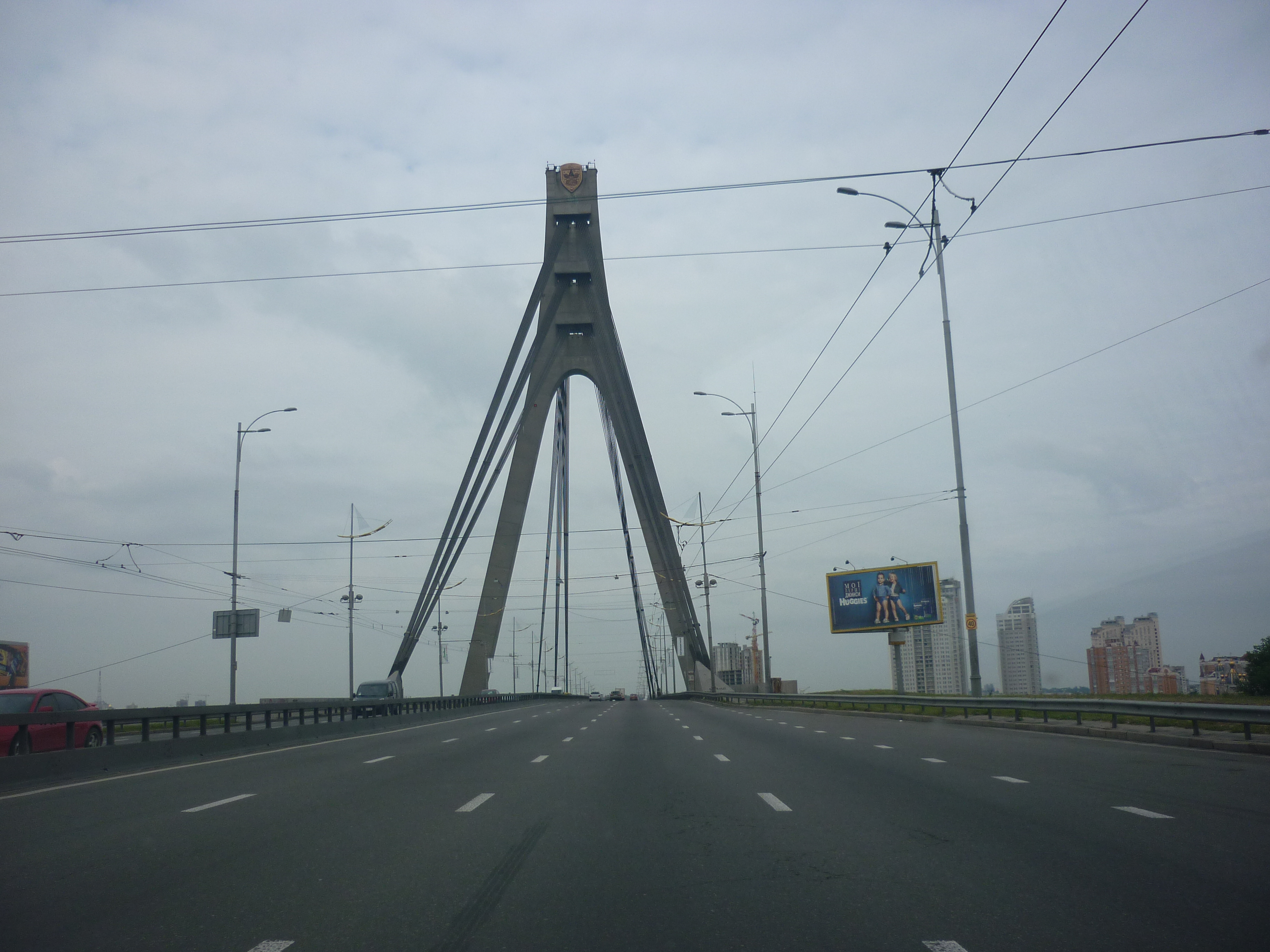
Пілон
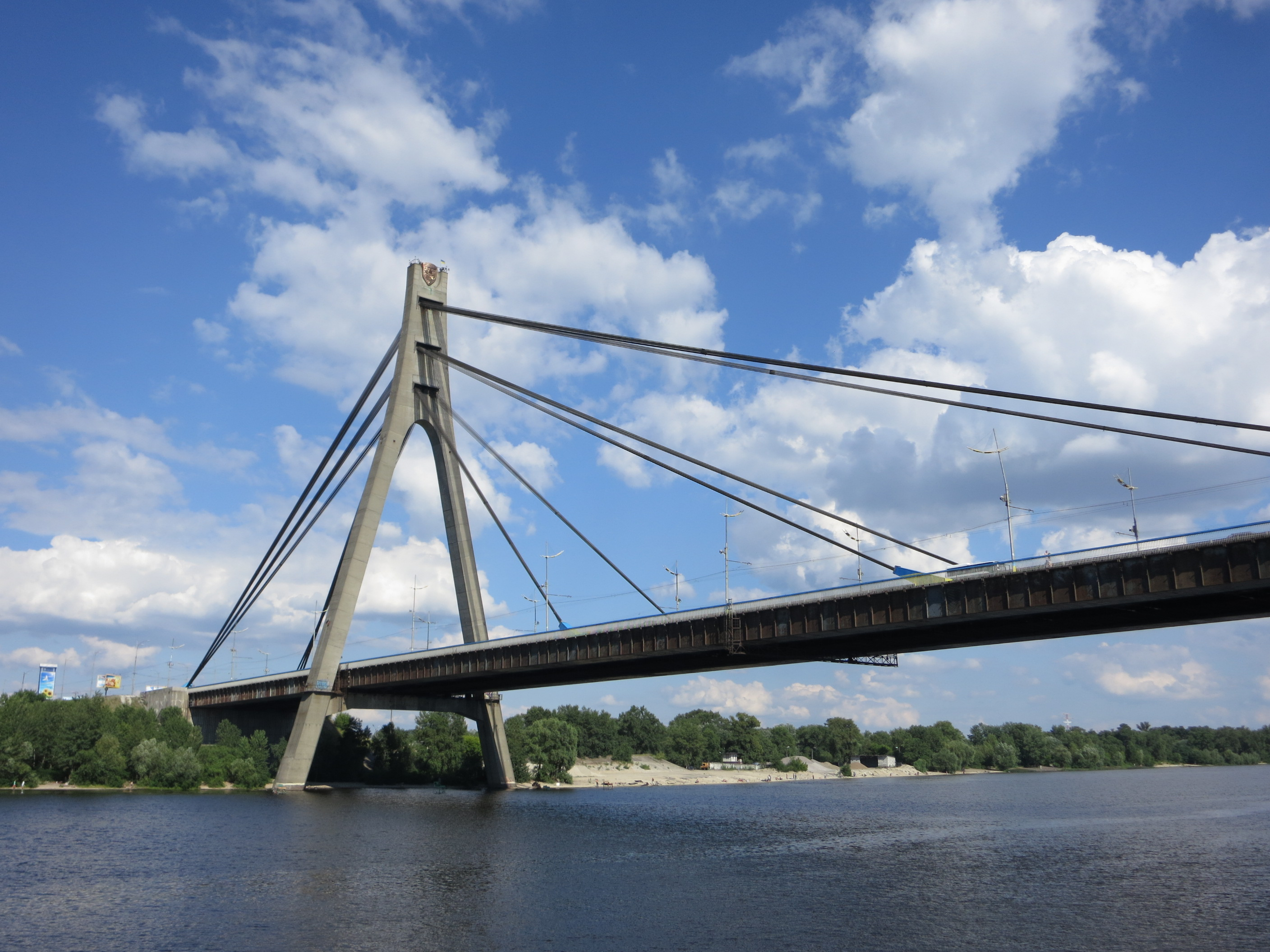
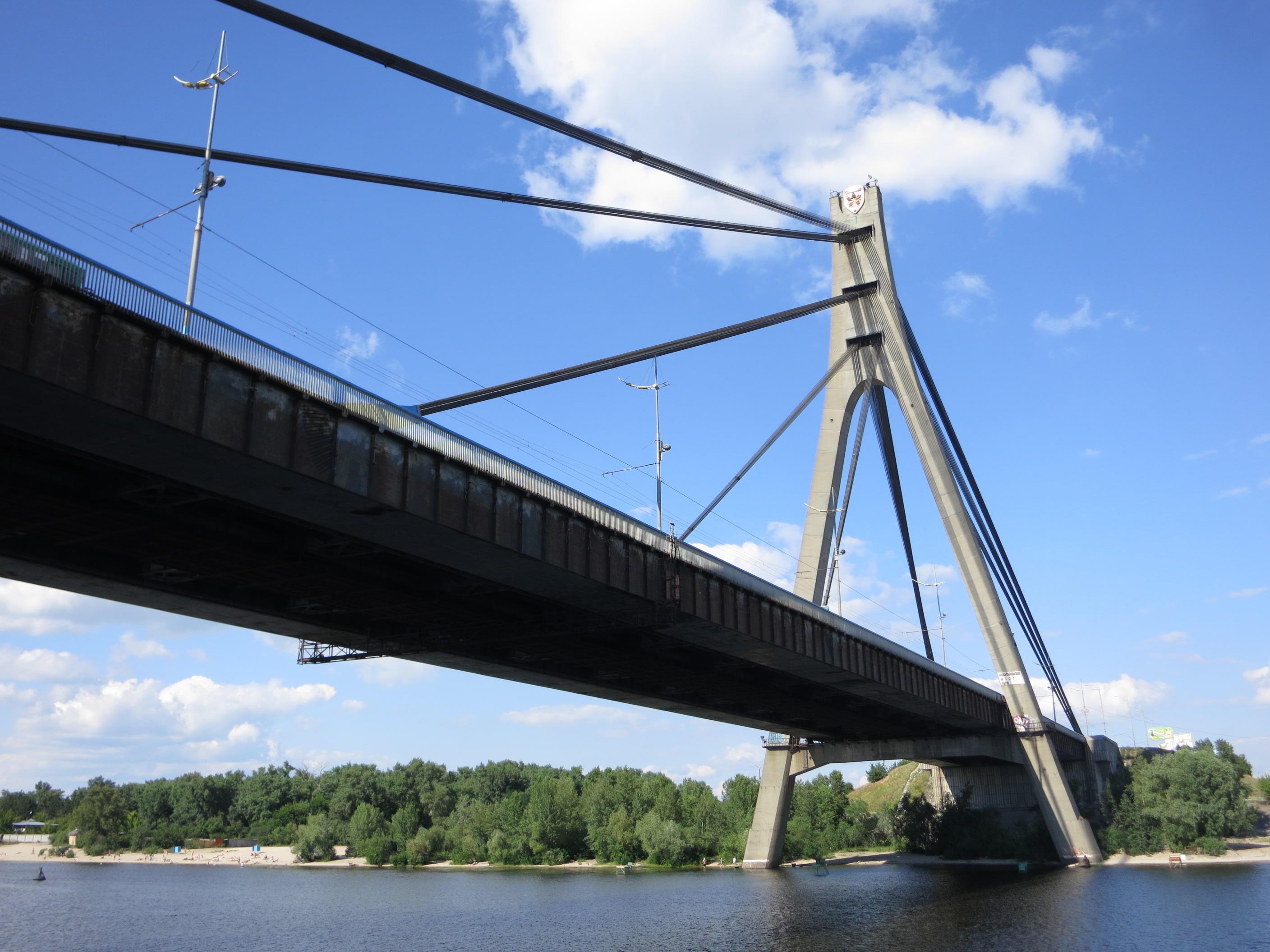
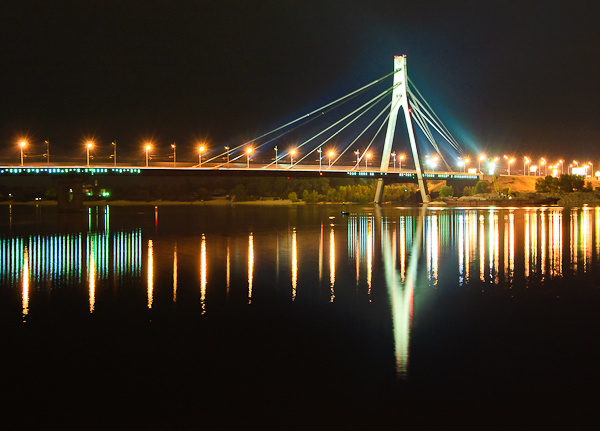
Міст уночі
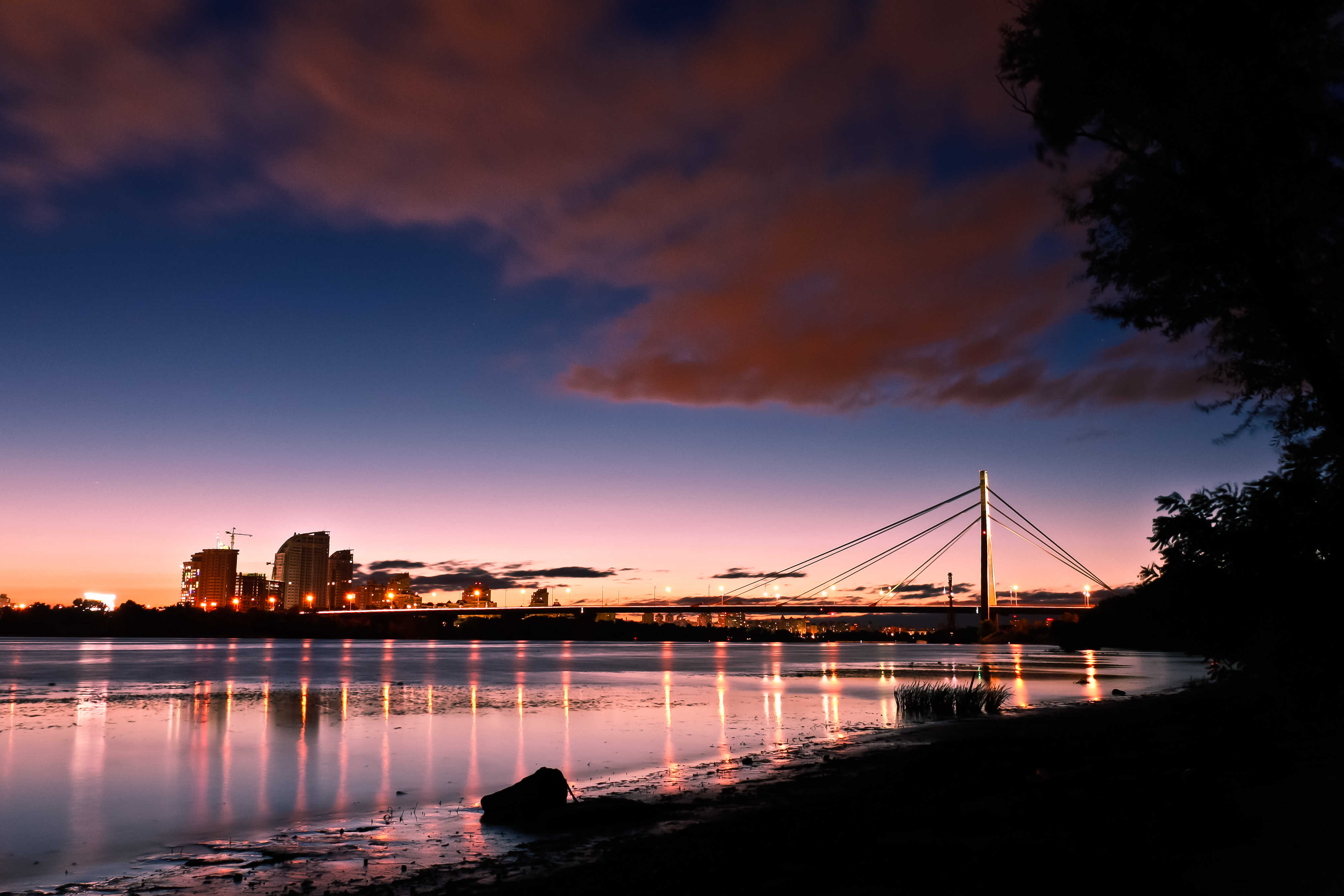